# Tjipke Visser
Tjipke  Visser (Workum, 12 december 1876 - Bergen, 22 januari 1955) was een Nederlandse beeldhouwer en boekbandontwerper.

## Leven en werk
Visser, zoon van de houthandelaar Tjebbe Visser en Wiepkje Hiemstra, volgde eerst de opleidingen aan de Rijksnormaalschool voor Teekenonderwijzers en aan de Rijksschool voor Kunstnijverheid te Amsterdam en vervolgens de opleiding aan de Rijksakademie van beeldende kunsten eveneens te Amsterdam. Hij was een leerling van Jan Derk Huibers, Joseph Mendes da Costa en Ludwig Jünger. Na tien jaar in Amsterdam te hebben gewerkt vestigde hij zich in 1907 in het Noord-Hollandse kunstenaarsdorp Bergen. Hij was daarmee een van de eerste kunstenaars die Bergen ontdekte als inspirerende plek om te werken. Steeds meer kunstenaars zouden zijn voorbeeld volgen. Zij vormden de zogenaamde Bergense School.
Een deel van Vissers werk bestaat uit dierenfiguren, waarvoor hij zich liet inspireren in Artis. In 1930 keerde Visser namelijk terug naar Amsterdam (Binnenkant) en werd hij alras de ‘huisbeeldhouwer’ van de SDAP: hij vervaardigde monumenten voor de socialistische schrijver Carel Steven Adama van Scheltema in Plan-Zuid en diens grafmonument in Driehuis-Westerveld; op dezelfde plek een grafteken voor Floor Wibaut en een buste van de wethouder voor de burelen van het Vrije Volk; een grafmonument voor de Ljouwertse SDAP-oprichter Louwe Zandstra in Leeuwarden en een Monument voor Pieter Jelles Troelstra in Stiens (thans gemeente Leeuwarden). In Veendam vervaardigde hij in 1911 voor de nieuwe RHBS een plaquette in Jugendstil ter ere van de encyclopedist Anthony Winkler Prins. In de gemeente Bergen staan twee door hem gemaakte monumenten ter ere van het burgemeestersechtpaar Jacob van Reenen (in Bergen) en Marie Amalie Dorothea Völter (in Bergen aan Zee). Ook in zijn geboorteplaats Workum bevinden zich diverse van zijn kunstwerken, onder andere beeldhouwwerk en houtsnijwerk in de plaatselijke Sint Gertrudiskerk. Hij was ook boekbandontwerper en ontwierp onder andere twee fraaie banden voor werken van Louis Couperus: in 1923 het omslag voor de roman Oostwaarts en in 1925 voor het reisverslag Nippon.
Tijdens de oorlog sloot hij zich echter aan bij de Kultuurkamer en kreeg hij goedbetaalde opdrachten van de bezetter, zoals voor het raadhuis in Grouw en de NH-kerk van zijn geboorteplaats.
De dochter van Visser uit zijn eerste huwelijk met Maria Hoeben, Marijcke Visser (1915-1999), werd evenals haar vader beeldend kunstenaar. Zij was beeldhouwster en edelsmid. In augustus 1945 keerde Tjipke Visser terug naar Bergen; Marijcke trouwde in november dat jaar en volgde haar vader naar Bergen in 1949, waarna zij eveneens beeldhouwster werd en haar eerste opdrachten kreeg, alle in Friesland. 
De beeldhouwer en kunstschilder Eline Cremers (1896-1996) was een leerling van hem.
Tjipke Visser overleed in 1955 op 78-jarige leeftijd in zijn woonplaats Bergen.

## Afbeeldingen

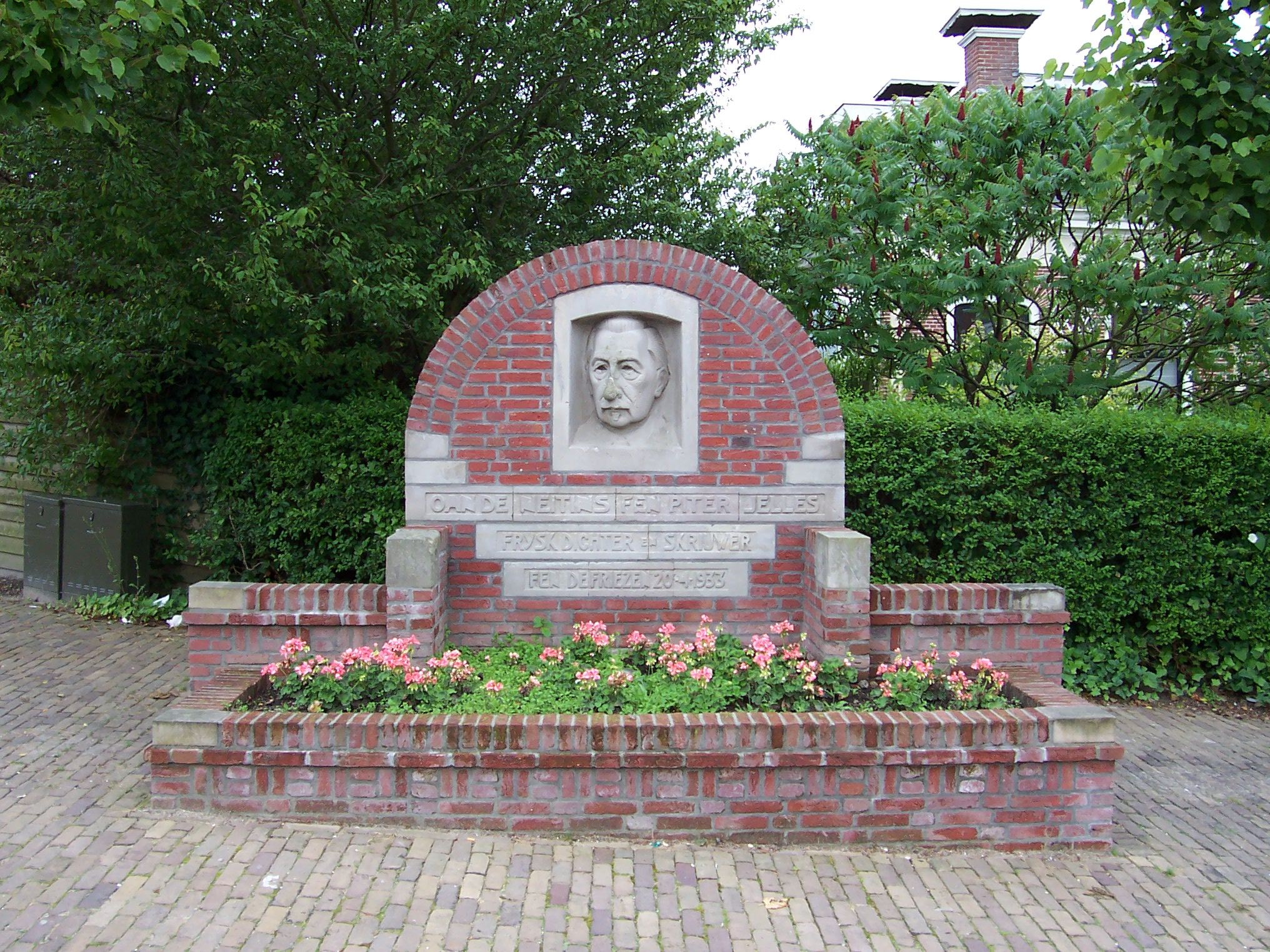
Monument voor Pieter Jelles Troelstra (1933), Stiens
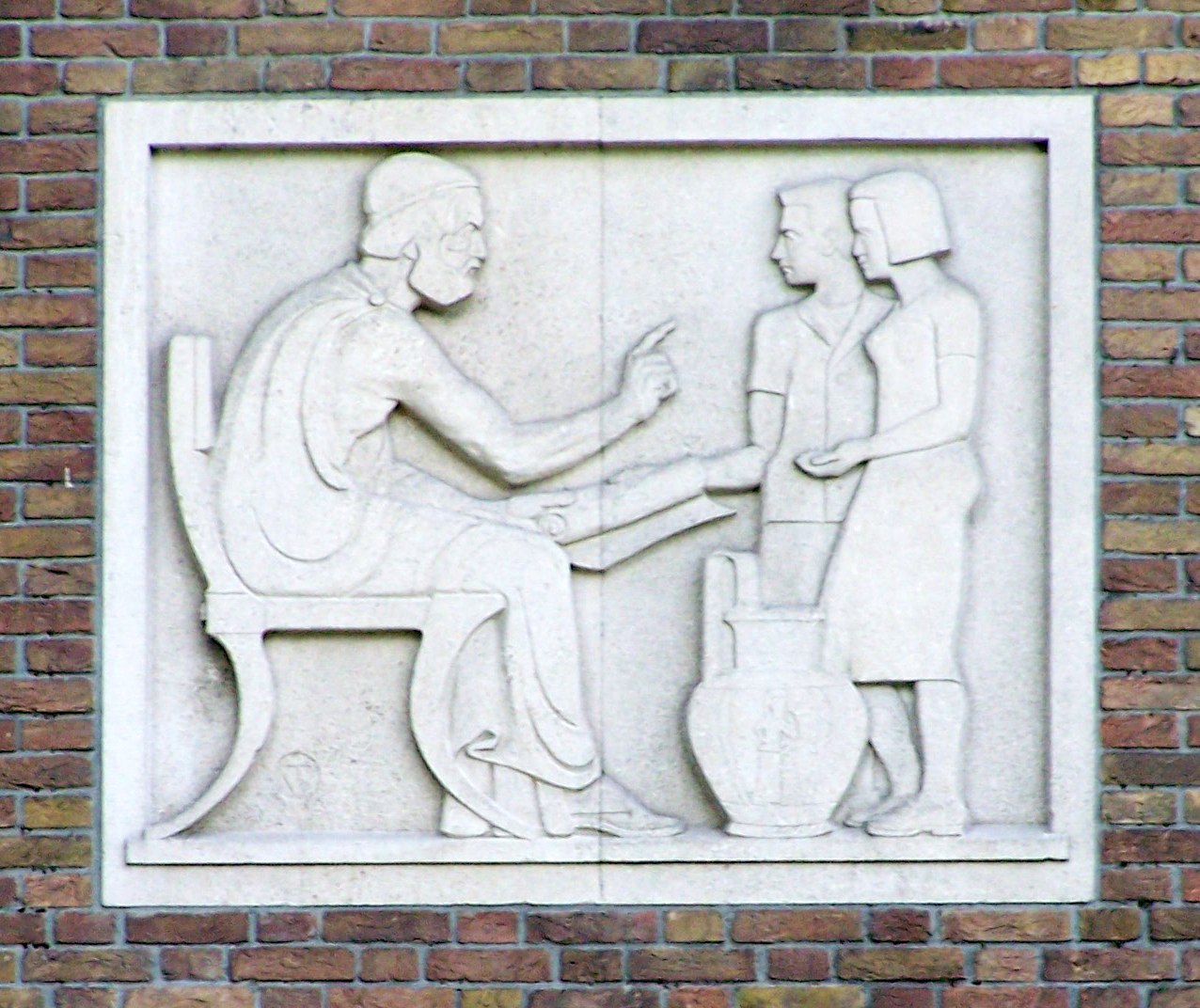
Reliëf Homerus (1939), Alkmaar
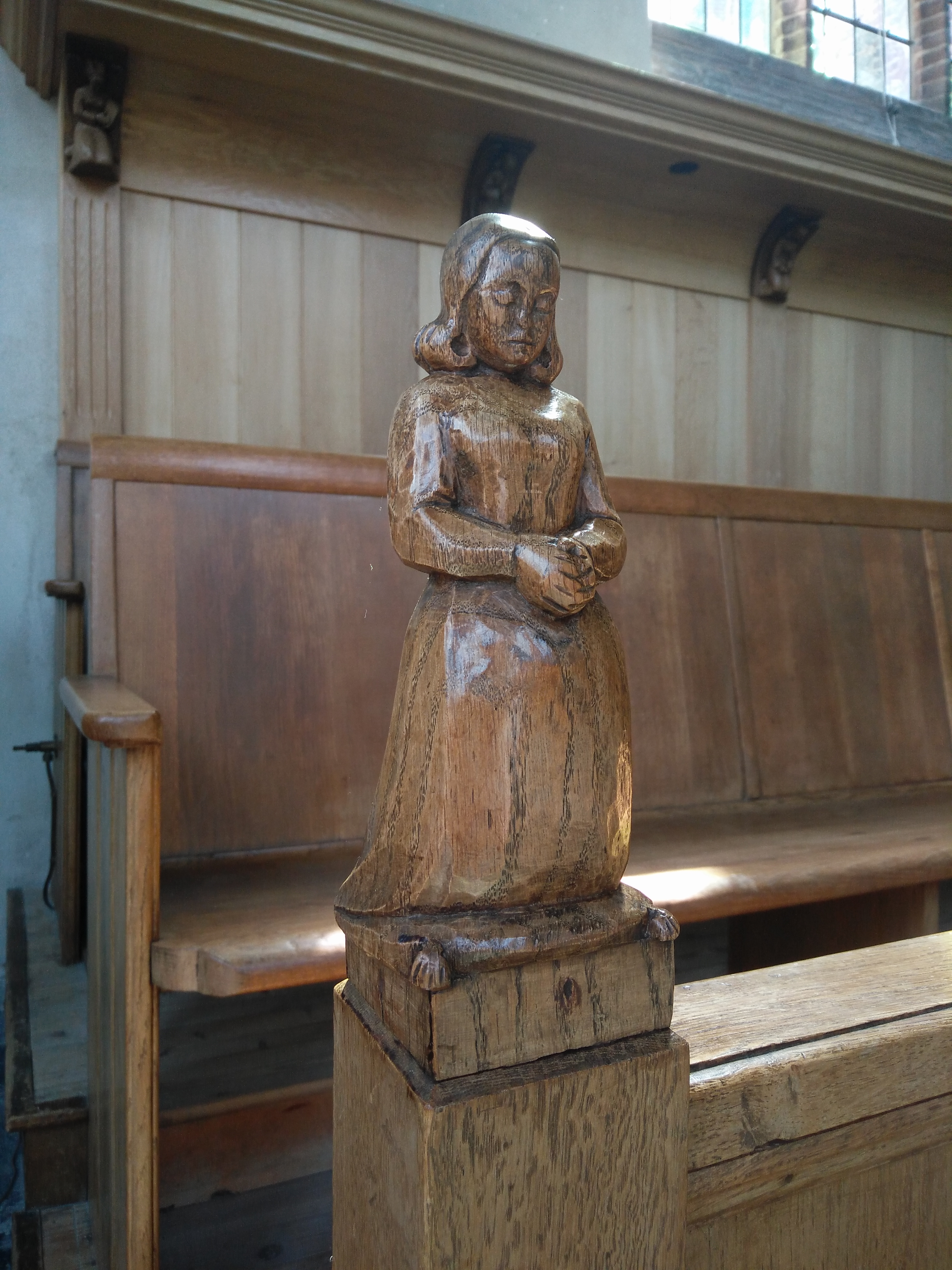
Snijwerk van Tjipke Visser in de Grote of Sint-Gertrudiskerk (Workum)
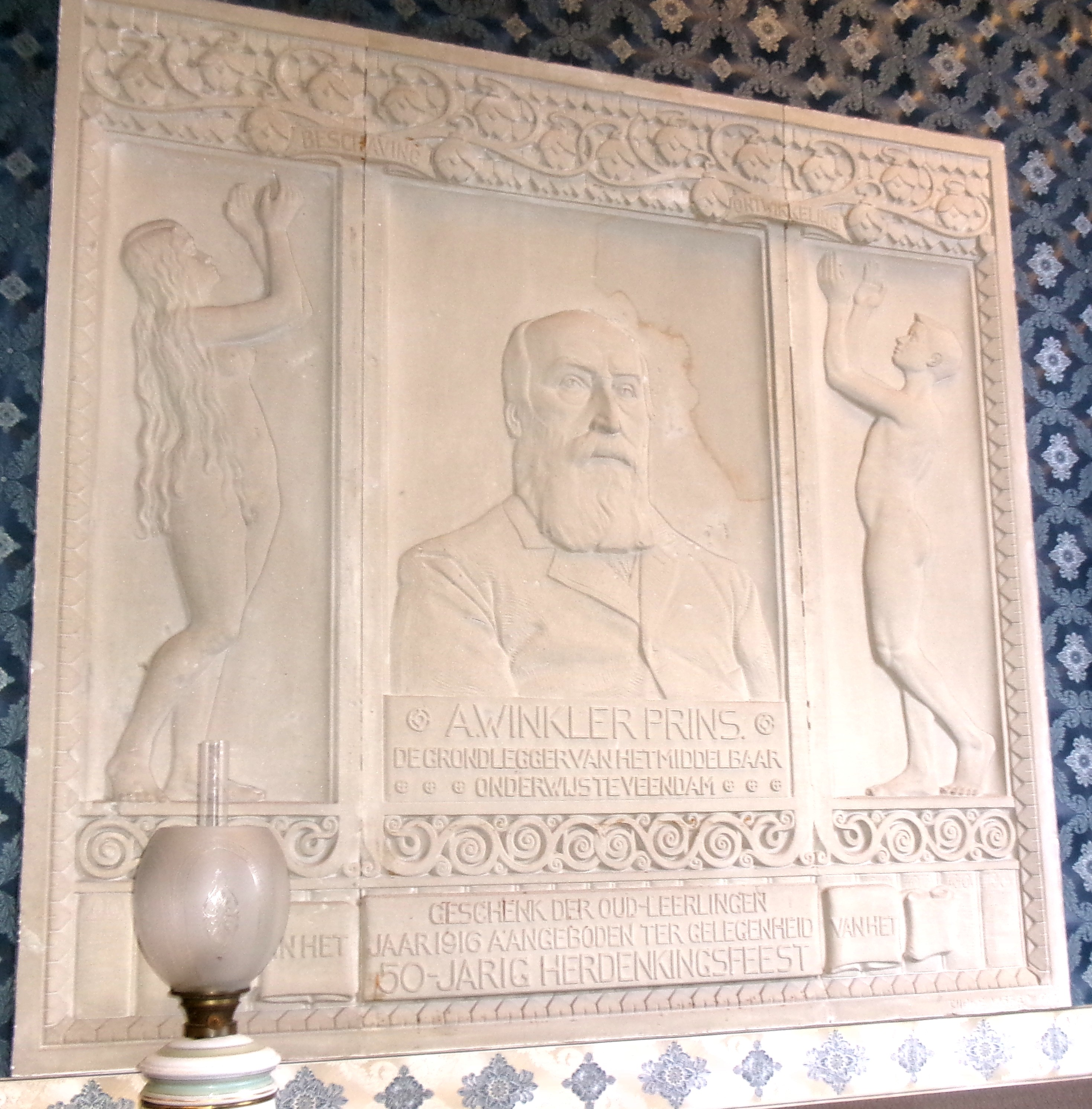
Gedenkplaat ter ere van Anthony Winkler Prins in de oude RHBS, nu Veenkoloniaal Museum in Veendam